# 조수괴초
《조수괴초》(刁手怪招: Master With Cracked Fingers)는 홍콩에서 제작된 금흠 감독의 1979년 액션 영화이다. 성룡 등이 주연으로 출연하였다. 1971년, 1973년, 1974년 또는 1981년에 제작된다고 종종 언급되었다. 원본 동영상은 1971년 촬영되었으며 1973년 Little Tiger of Canton이라는 제목으로 개봉되었다. Master with Cracked Fingers라는 제목의 재편집된 버전은 1979년 들어서야 개봉되었다.

## 출연

### 주연
- 성룡
- 원소전

### 조연
- 석천
- 원표
- 전풍

## 기타
- 공동제작: 딕 랜들
- 연출: 주목
- 무술연출: 성룡